# Paladi(II) nitrat
Palađi(II) nitrat là hợp chất vô cơ có công thức Pd(NO3)2. Nó là một loại muối có màu nâu đỏ, mềm và tan trong nước. Là một muối của axit nitric, nó xúc tác chuyển đổi các anken thành este đinitrat. Quá trình nhiệt phân của nó tạo ra palađi(II) oxit.

## Điều chế
Palađi(II) nitrat có thể được điều chế bằng cách hòa tan palađi(II) hydroxide trong axit nitric loãng, sau đó kết tinh dung dịch. Muối nitrat này kết tinh dưới dạng tinh thể lăng kính dễ chảy màu vàng nâu. Ngoài ra, hợp chất có thể thu được bằng cách xử lý kim loại palađi với axit nitric.

## Hợp chất khác
Pd(NO3)2 còn tạo một số hợp chất với NH3, như Pd(NO3)2·4NH3 là chất lỏng màu vàng nhạt có D = 1,04 g/cm³.
Pd(NO3)2 còn tạo một số hợp chất với CS(NH2)2, như Pd(NO3)2·4CS(NH2)2 là chất rắn màu cam, D = 2,01 g/cm³.
Pd(NO3)2 còn tạo một số hợp chất với CSN3H5, như Pd(NO3)2·2CSN3H5 là chất rắn màu vàng, D = 2,26 g/cm³.